# Третинний період
Трети́нний пері́од — назва інтервалу геологічної історії Землі, що охоплює проміжок часу від вимирання динозаврів (приблизно 65 млн років тому) до початку останнього льодовикового періоду (близько 1,8 млн років тому). У такому тлумаченні мова йде про кайнозой без плейстоцену (останньої частини кайнозою). Вважався одним з двох геологічних періодів кайнозойської ери.
Термін запропоновано у 1759 році італійським геологом Джованні Ардуіно, який, ґрунтуючись на геології Північної Італії, розбив шкалу часу на первинний, вторинний і третинний періоди. Пізніше до них додався четвертинний період. У 1828 році шотландський геолог Чарльз Лаєль включив третинний період в свою більш детально доопрацьовану систему класифікації. Він розбив третинний період на чотири епохи, базуючись на процентному вмісту у стратах викопних молюсків, що нагадували сучасні види. Для епох Лайель використав грецькі назви: Еоцен, Міоцен, Древній пліоцен і Новий пліоцен. Хоча таке ділення було адекватне лише для регіону, який вивчав вчений (частина Альп і рівнини Італії), при спробі застосувати його до інших частин Європи і Америки воно виявилося непридатним, у зв'язку з чим використання викопних молюсків у визначенні епох припинилося, а самі епохи були перейменовані і переглянуті. Згідно з сучасною термінологією, проміжок часу, раніше відомий як «третинний період», почався на початку палеоцену і тривав до кінця пліоцену; він ділиться на палеоген і неоген.

## Палеоген
Палеоген почався 65,5 ± 0,3 та закінчився 23,03 ± 0,05 млн років тому. Перш за все, відомий як період, протягом якого ссавці розвилися від невеликого числа примітивних форм до великого різноманіття тварин після масового вимирання видів, яке мало місце наприкінці крейдового періоду.

## Неоген
Неоген почався 25 млн та закінчився приблизно 3,5 млн років тому. Загалом характеризується низьким рівнем Світового океану, завершенням утворення сучасних гірських масивів, досить суворим кліматом з чіткою зональністю та кількома зледеніннями в північній та південній півкулях. У неогені продовжувалася альпійська складчастість, значні площі земної поверхні звільнилися від моря. Були поширені хвойні і тропічні ліси. Неогенові відклади поширені під покривом четвертинних на всіх континентах і на дні океанів. Це був один з найбільш геократичних етапів у розвитку Землі, особливо друга половина періоду — пліоцен.